# Oligotrema lyra
Oligotrema lyra är en sjöpungsart som först beskrevs av Monniot 1973.  Oligotrema lyra ingår i släktet Oligotrema och familjen Hexacrobylidae. Inga underarter finns listade i Catalogue of Life.